# راي إف. سميث
راي إف. سميث (بالإنجليزية: Ray F. Smith)‏ هو عالم حشرات أمريكي، ولد في 20 يناير 1919 في لوس أنجلوس في الولايات المتحدة، وتوفي في 23 أغسطس 1999 في لافاييتي في الولايات المتحدة.